# Malcom Filipe Silva de Oliveira
Malcom Filipe Silva de Oliveira (* 26. února 1997 São Paulo), známý také jako Malcom, je brazilský profesionální fotbalista, který hraje na pozici křídelníka za saúdský klub Al Hilal FC a za brazilský národní tým.

## Klubová kariéra
V roce 2014 se začlenil z dorostu do A-týmu SC Corinthians Paulista. V zimním přestupovém období 2015 se o něj zajímaly některé anglické kluby (Chelsea FC, Arsenal FC, Manchester United FC).
V lednu 2016 přestoupil do Bordeaux, kde během následujících dvou a půl let odehrál celkem 96 zápasů a vstřelil 23 gólů. V roce 2018 podepsal smlouvu s Barcelonou za přestupovou částku ve výši 41 milionů eur. O rok později se upsal Zenitu za 40 milionů eur. S 23 vstřelenými góly se stal nejlepším střelcem ruské Premier Ligy 2022/23.
V létě 2023 přestoupil Malcom do saúdského klubu Al Hilal FC, který za něj zaplatil 60 milionů eur, což vytvořilo nové rekordy obou soutěží.